# Cosmina Stratan
Cosmina Stratan (Iași, 20 ottobre 1984) è un'attrice rumena.
Nel 2012 ha vinto il premio per la miglior attrice al Festival di Cannes per Oltre le colline assieme a Cristina Flutur. È stata inoltre stata premiata quale miglior attrice protagonista al Premio Gopo del 2019 per la sua interpretazione nel film Dragoste 1: Câine.

## Filmografia parziale
- Fratello e sorella (Frère et Sœur), regia di Arnaud Desplechin (2022)